# 第73回天皇杯全日本サッカー選手権大会
第73回天皇杯全日本サッカー選手権大会（だい73かいてんのうはいぜんにほんサッカーせんしゅけんたいかい）は、1993年（平成5年）12月5日から1994年（平成6年）1月1日まで開かれた天皇杯全日本サッカー選手権大会である。
この大会は横浜フリューゲルスが初優勝。

## 概要
- この年に開幕した日本プロサッカーリーグ (Jリーグ)加盟の全10クラブに加え、各地域代表をあわせて32チームが本大会に出場した。
- 決勝では横浜フリューゲルスが2-2からの延長戦で4点を挙げ、鹿島アントラーズを破って初優勝を果たした。

## 出場チーム

### Jリーグ
- 鹿島アントラーズ（10回目）
- 浦和レッドダイヤモンズ（29回目）
- ジェフユナイテッド市原（29回目）
- ヴェルディ川崎（19回目）
- 横浜マリノス（16回目）

- 横浜フリューゲルス（8回目）
- 清水エスパルス（2回目）
- 名古屋グランパスエイト（17回目）
- ガンバ大阪（13回目）
- サンフレッチェ広島（42回目）

### 北海道
- 札幌大学（15回目）
- ほくでん（初出場）

### 東北
- 東北電力（初出場）

### 関東
- 日立FC柏レイソル（27回目）
- 早稲田大学（25回目）
- ベルマーレ平塚（22回目）
- NKK（21回目）
- 中央大学（16回目）
- 東芝（13回目）

### 北信越
- 北陸電力（初出場）

### 東海
- ヤマハFCジュビロ磐田（17回目）
- コスモ石油（8回目）
- 西濃運輸（6回目）

### 関西
- 田辺製薬（17回目）
- 大阪商業大学（16回目）
- 同志社大学（7回目）
- 三洋電機洲本（初出場）

### 中国
- 川崎製鉄（7回目）

### 四国
- 大塚製薬（5回目）
- 高知大学（3回目）

### 九州
- 福岡大学（16回目）
- 鹿屋体育大学（2回目）

## 試合

### 1回戦
- 鹿島アントラーズ 1(PK3-2)1 NKK
- 東北電力 3-2 三洋電機洲本
- 名古屋グランパスエイト 2-1 ヤマハFCジュビロ磐田
- 高知大学 0-5 ガンバ大阪
- ジェフユナイテッド市原 3-0 大阪商業大学
- 東芝 2-1 福岡大学
- 西濃運輸 1-2 中央大学
- 札幌大学 0-6 清水エスパルス
- 横浜マリノス 3-1 日立FC柏レイソル
- 同志社大学 2-4 川崎製鉄
- 早稲田大学 3-0 北陸電力
- 鹿屋体育大学 1-2 サンフレッチェ広島
- 横浜フリューゲルス 4-1 田辺製薬
- 大塚製薬 0-3 浦和レッドダイヤモンズ
- コスモ石油 1-0 ベルマーレ平塚
- ほくでん 0-5 ヴェルディ川崎

### 2回戦
- 鹿島アントラーズ 6-1 東北電力
- 名古屋グランパスエイト 3-2 ガンバ大阪
- ジェフユナイテッド市原 2-0 東芝
- 中央大学 0-1 清水エスパルス
- 横浜マリノス 2-1 川崎製鉄
- 早稲田大学 0-2 サンフレッチェ広島
- 横浜フリューゲルス 4-3 浦和レッドダイヤモンズ
- コスモ石油 0-2 ヴェルディ川崎

### 準々決勝
- 鹿島アントラーズ 5-3 名古屋グランパスエイト
- ジェフユナイテッド市原 1-2 清水エスパルス
- 横浜マリノス 1-3 サンフレッチェ広島
- 横浜フリューゲルス 2-1 ヴェルディ川崎

### 準決勝
| 1993年12月23日 |

| 鹿島アントラーズ | 1 - 0 | 清水エスパルス |
| 秋田豊 59分      |       |                |

| 国立霞ヶ丘競技場陸上競技場 |

| 1993年12月23日 |

| サンフレッチェ広島 | 1 - 2 （延長） | 横浜フリューゲルス                        |
| 盧廷潤 88分        |                | 前田治 61分 · フェルナンド・モネール 97分 |

| 神戸総合運動公園ユニバー記念競技場 観客数: 36,861人 |

### 決勝
決勝は、横浜フリューゲルスはモネール、GKの森が出場停止、鹿島アントラーズのジーコが怪我で欠場、アントラーズは前半早々に黒崎比差支が先制点を挙げたが、前半終了間際にアントラーズGK古川がペナルティエリアでフリューゲルスの前田に対するプレーでPKを取られ、これをエドゥーが決めてフリューゲルスが同点とした。後半フリューゲルスは前園のドリブル突破をアントラーズ大場がファールで倒してPKを与え、更に大場は退場処分、これを再びエドゥーが決め、フリューゲルスがリードを奪う。試合終了間際、アントラーズ奥野僚右がボレーで同点ゴールを挙げて延長に突入した。延長に入りエドゥーのCKを途中出場した渡辺がヘッドで決めてフリューゲルスが勝ち越す、その後フリューゲルスは抜け出した前田のシュートを古川が弾いたところえをアマリージャが押し込んで4点目を奪うと、エドゥーのクロスをアマリージャが頭で合わせたゴールを挙げ、最後はアマリージャのクロスから反町もゴールを挙げ、フリューゲルスは4点の差を付けて初優勝を飾った。
| 1994年1月1日 |

| 鹿島アントラーズ               | 2 - 6 （延長） | 横浜フリューゲルス                                                                        |
| 黒崎比差支 6分 · 奥野僚右 89分 |                | エドゥー 44分, 63分 · 渡邉一平 112分 · ラウル・アマリージャ 115分, 118分 · 反町康治 119分 |

| 国立霞ヶ丘競技場陸上競技場 観客数: 53,540人 主審: 岡田正義 |

| フリューゲルス |    |              |
|                |    |              |
| GK             | 16 | 石末龍治     |
| DF             | 2  | 大嶽直人     |
| DF             | 4  | 岩井厚裕     |
| DF             | 12 | 薩川了洋     |
| DF             | 17 | 中田一三     |
| MF             | 5  | 山口素弘     |
| MF             | 8  | 高田昌明     |
| MF             | 15 | 前園真聖     |
| MF             | 10 | エドゥー     |
| FW             | 11 | アマリージャ |
| FW             | 9  | 前田治       |
| 監督:          |    |              |
| 加茂周         |    |              |

| アントラーズ |    |            |
|              |    |            |
| GK           | 1  | 古川昌明   |
| DF           | 2  | 秋田豊     |
| DF           | 3  | 大場健史   |
| DF           | 4  | 奥野僚右   |
| DF           | 5  | 大野俊三   |
| MF           | 6  | 本田泰人   |
| MF           | 8  | サントス   |
| MF           | 11 | 石井正忠   |
| FW           | 7  | アルシンド |
| FW           | 9  | 黒崎久志   |
| FW           | 14 | 長谷川祥之 |
| 監督:        |    |            |
| 宮本征勝     |    |            |